# مسابقات قهرمانی کشتی آسیا ۲۰۱۹
کشتی قهرمانی آسیا ۲۰۱۹ سی و دومین دوره از رقابت‌های قهرمانی آسیا می‌باشد که از ۲۳ تا ۲۸ آوریل ۲۰۱۹ در شی‌آن، چین برگزار گردید.

## جدول مدال‌ها
| رتبه            | کشور            | طلا | نقره | برنز | مجموع |
| --------------- | --------------- | --- | ---- | ---- | ----- |
| ۱               | ایران           | ۱۱  | ۰    | ۶    | ۱۷    |
| ۲               | چین             | ۵   | ۵    | ۶    | ۱۶    |
| ۳               | ژاپن            | ۴   | ۷    | ۶    | ۱۷    |
| ۴               | ازبکستان        | ۲   | ۳    | ۵    | ۱۰    |
| ۵               | قزاقستان        | ۲   | ۲    | ۱۲   | ۱۶    |
| ۶               | قرقیزستان       | ۲   | ۱    | ۵    | ۸     |
| ۷               | کرهٔ جنوبی       | ۲   | ۱    | ۳    | ۶     |
| ۸               | هند             | ۱   | ۶    | ۹    | ۱۶    |
| ۹               | کرهٔ شمالی       | ۱   | ۳    | ۲    | ۶     |
| ۱۰              | مغولستان        | ۰   | ۲    | ۵    | ۷     |
| ۱۱              | تایوان          | ۰   | ۰    | ۱    | ۱     |
| مجموع (۱۱ کشور) | مجموع (۱۱ کشور) | ۳۰  | ۳۰   | ۶۰   | ۱۲۰   |

## رده‌بندی تیمی
| رتبه | آزاد مردان | آزاد مردان | فرنگی مردان | فرنگی مردان | آزاد زنان | آزاد زنان |
| رتبه | تیم        | امتیاز     | تیم         | امتیاز      | تیم       | امتیاز    |
| ---- | ---------- | ---------- | ----------- | ----------- | --------- | --------- |
| ۱    | ایران      | ۲۲۰        | ایران       | ۱۶۵         | ژاپن      | ۲۱۵       |
| ۲    | هند        | ۱۵۵        | ازبکستان    | ۱۶۳         | چین       | ۱۸۳       |
| ۳    | قزاقستان   | ۱۲۹        | قزاقستان    | ۱۳۴         | هند       | ۱۱۳       |
| ۴    | چین        | ۱۰۲        | چین         | ۱۲۴         | مغولستان  | ۱۰۷       |
| ۵    | ژاپن       | ۱۰۱        | کره جنوبی   | ۱۲۱         | قزاقستان  | ۱۰۲       |
| ۶    | قرقیزستان  | ۸۷         | هند         | ۱۱۱         | کره جنوبی | ۹۵        |
| ۷    | مغولستان   | ۷۲         | ژاپن        | ۱۰۴         | ازبکستان  | ۷۳        |
| ۸    | کره جنوبی  | ۶۹         | قرقیزستان   | ۱۰۰         | کره شمالی | ۷۰        |
| ۹    | ازبکستان   | ۵۷         | کره شمالی   | ۲۶          | قرقیزستان | ۵۶        |
| ۱۰   | تاجیکستان  | ۴۸         | تاجیکستان   | ۲۰          | ویتنام    | ۴۴        |

## خلاصه مدال‌ها

### آزاد مردان
| رویداد | طلا                         | نقره                             | برنز                           |
| ۵۷ ک‌گ  | رضا اطری · ایران            | کانگ کوم-سونگ · کرهٔ شمالی        | محمودجان شاوکاتوف · ازبکستان   |
| ۵۷ ک‌گ  | رضا اطری · ایران            | کانگ کوم-سونگ · کرهٔ شمالی        | یوکی تاکاهاشی · ژاپن           |
| ۶۱ ک‌گ  | بهنام احسان‌پور · ایران      | لیو مینگو · چین                  | یودای فوجیتا · ژاپن            |
| ۶۱ ک‌گ  | بهنام احسان‌پور · ایران      | لیو مینگو · چین                  | راحول آواره · هند              |
| ۶۵ ک‌گ  | باجرانگ پونیا · هند         | سایاتبک اوکاسوف · قزاقستان       | کیم هان-سونگ · کرهٔ شمالی       |
| ۶۵ ک‌گ  | باجرانگ پونیا · هند         | سایاتبک اوکاسوف · قزاقستان       | پیمان بیابانی · ایران          |
| ۷۰ ک‌گ  | نورکوژا کایپانوف · قزاقستان | کوجیرو شیگا · ژاپن               | یوآن شاهوها · چین              |
| ۷۰ ک‌گ  | نورکوژا کایپانوف · قزاقستان | کوجیرو شیگا · ژاپن               | یونس امامی · ایران             |
| ۷۴ ک‌گ  | دانیار کایسانوف · قزاقستان  | آمیت کومار دهانکار · هند         | باتسوری اوتچونبایار · مغولستان |
| ۷۴ ک‌گ  | دانیار کایسانوف · قزاقستان  | آمیت کومار دهانکار · هند         | محمد نخودی · ایران             |
| ۷۹ ک‌گ  | بهمن تیموری · ایران         | پاروین رانا · هند                | اوبیک نصیروف · قرقیزستان       |
| ۷۹ ک‌گ  | بهمن تیموری · ایران         | پاروین رانا · هند                | گلیم خام یوسربایف · قزاقستان   |
| ۸۶ ک‌گ  | کامران قاسم‌پور · ایران      | علیگادژی گامیدگادژیف · قرقیزستان | دیپاک پونیا · هند              |
| ۸۶ ک‌گ  | کامران قاسم‌پور · ایران      | علیگادژی گامیدگادژیف · قرقیزستان | گانباتار گانخویاگ · مغولستان   |
| ۹۲ ک‌گ  | علیرضا کریمی · ایران        | ویکی چاهار · هند                 | سان ژیائو · چین                |
| ۹۲ ک‌گ  | علیرضا کریمی · ایران        | ویکی چاهار · هند                 | آتسوشی ماتسوموتو · ژاپن        |
| ۹۷ ک‌گ  | رضا یزدانی · ایران          | اولزیسایخان باتزول · مغولستان    | ساتیوارت کادیان · هند          |
| ۹۷ ک‌گ  | رضا یزدانی · ایران          | اولزیسایخان باتزول · مغولستان    | علیشیر یرگالی · قزاقستان       |
| ۱۲۵ ک‌گ | یدالله محبی · ایران         | ژیوی دنگ · چین                   | سومیت مالیک · هند              |
| ۱۲۵ ک‌گ | یدالله محبی · ایران         | ژیوی دنگ · چین                   | کیم دونگ-هوان · کرهٔ جنوبی      |

### فرنگی مردان
| رویداد | طلا                          | نقره                          | برنز                        |
| ۵۵ ک‌گ  | الهام بهرام‌اف · ازبکستان     | هیرومو کاتاگیری · ژاپن        | آسان سلیمان‌اف · قرقیزستان   |
| ۵۵ ک‌گ  | الهام بهرام‌اف · ازبکستان     | هیرومو کاتاگیری · ژاپن        | خورلان ژاکانشا · قزاقستان   |
| ۶۰ ک‌گ  | اسلام‌جان بهرام‌اف · ازبکستان  | ری سه-یونگ · کرهٔ شمالی        | گیانیدر داهی‌یا · هند        |
| ۶۰ ک‌گ  | اسلام‌جان بهرام‌اف · ازبکستان  | ری سه-یونگ · کرهٔ شمالی        | کنیچیرو فومیتا · ژاپن       |
| ۶۳ ک‌گ  | تیو ارباتو · چین             | المورات تاسمورادوف · ازبکستان | جونگ جین-وونگ · کرهٔ جنوبی   |
| ۶۳ ک‌گ  | تیو ارباتو · چین             | المورات تاسمورادوف · ازبکستان | سامان عبدولی · ایران        |
| ۶۷ ک‌گ  | هان‌سو ریو · کرهٔ جنوبی        | میرژان شرماخانبت · قزاقستان   | ژانگ گائوکوان · چین         |
| ۶۷ ک‌گ  | هان‌سو ریو · کرهٔ جنوبی        | میرژان شرماخانبت · قزاقستان   | شوگو تاکاهاشی · ژاپن        |
| ۷۲ ک‌گ  | محمدرضا گرایی · ایران        | ژانگ هیوجان · چین             | روسلان تسارف · قرقیزستان    |
| ۷۲ ک‌گ  | محمدرضا گرایی · ایران        | ژانگ هیوجان · چین             | دیمیو ژادرایف · قزاقستان    |
| ۷۷ ک‌گ  | کیم هیون-وو · کرهٔ جنوبی      | گوربریت سینگ · هند            | تامرلان شادوکایف · قزاقستان |
| ۷۷ ک‌گ  | کیم هیون-وو · کرهٔ جنوبی      | گوربریت سینگ · هند            | محمدعلی گرایی · ایران       |
| ۸۲ ک‌گ  | سعید عبدولی · ایران          | هرپریت سینگ · هند             | ماخات یرژیپوف · قزاقستان    |
| ۸۲ ک‌گ  | سعید عبدولی · ایران          | هرپریت سینگ · هند             | کیان هایتائو · چین          |
| ۸۷ ک‌گ  | حسین نوری · ایران            | سونیل کومار · هند             | عظمت کاستوبایف · قزاقستان   |
| ۸۷ ک‌گ  | حسین نوری · ایران            | سونیل کومار · هند             | رستم آساکالوف · ازبکستان    |
| ۹۷ ک‌گ  | اوزور ژوژوپبیکوف · قرقیزستان | جهانگیر توردیف · ازبکستان     | دی ژیائو · چین              |
| ۹۷ ک‌گ  | اوزور ژوژوپبیکوف · قرقیزستان | جهانگیر توردیف · ازبکستان     | مهدی علیاری · ایران         |
| ۱۳۰ ک‌گ | امیر قاسمی · ایران           | مؤمن جان عبدالله‌یف · ازبکستان | دامیر کاظم‌بایف · قزاقستان   |
| ۱۳۰ ک‌گ | امیر قاسمی · ایران           | مؤمن جان عبدالله‌یف · ازبکستان | مراد رامانوف · قرقیزستان    |

### آزاد بانوان
| رویداد | طلا                          | نقره                            | برنز                              |
| ۵۰ ک‌گ  | یوکی ایریه · ژاپن            | سون یانان · چین                 | والنتینا اسلاموا · قزاقستان       |
| ۵۰ ک‌گ  | یوکی ایریه · ژاپن            | سون یانان · چین                 | هوانگ یانگ-اوک · کرهٔ شمالی        |
| ۵۳ ک‌گ  | پاک یونگ-می · کرهٔ شمالی      | مایو موکایدا · ژاپن             | آکتنجه کیونیمجائف · ازبکستان      |
| ۵۳ ک‌گ  | پاک یونگ-می · کرهٔ شمالی      | مایو موکایدا · ژاپن             | وینش فوگات · هند                  |
| ۵۵ ک‌گ  | زی منگیو · چین               | ساکی ایگاراشی · ژاپن            | مارینا سدنوا · قزاقستان           |
| ۵۵ ک‌گ  | زی منگیو · چین               | ساکی ایگاراشی · ژاپن            | بولورمارگین دولگون · مغولستان     |
| ۵۷ ک‌گ  | رونگ نینگنینگ · چین          | جونگ میونگ-سوک · کرهٔ شمالی      | کائوری ایچو · ژاپن                |
| ۵۷ ک‌گ  | رونگ نینگنینگ · چین          | جونگ میونگ-سوک · کرهٔ شمالی      | سوخیگین سرنچیمد · مغولستان        |
| ۵۹ ک‌گ  | یوزوکا ایناگاکی · ژاپن       | آلتانت‌ستسجین باتستسگ · مغولستان | مانجو کوماری · هند                |
| ۵۹ ک‌گ  | یوزوکا ایناگاکی · ژاپن       | آلتانت‌ستسجین باتستسگ · مغولستان | ژانگ کی · چین                     |
| ۶۲ ک‌گ  | آیسولو تینیبکووا · قرقیزستان | یوکاکو کووای · ژاپن             | نابیرا اسنبائوا · ازبکستان        |
| ۶۲ ک‌گ  | آیسولو تینیبکووا · قرقیزستان | یوکاکو کووای · ژاپن             | ساکاشی مالیک · هند                |
| ۶۵ ک‌گ  | لائو ژیااوجان · چین          | ناومی رویکه · ژاپن              | آینا تمیرتاسووا · قزاقستان        |
| ۶۵ ک‌گ  | لائو ژیااوجان · چین          | ناومی رویکه · ژاپن              | زوریگتین بولورتونگالاگ · مغولستان |
| ۶۸ ک‌گ  | سارا دوشو · ژاپن             | ژو فنگ · چین                    | دیویا کاکران · هند                |
| ۶۸ ک‌گ  | سارا دوشو · ژاپن             | ژو فنگ · چین                    | مریم ژومانازارووا · قرقیزستان     |
| ۷۲ ک‌گ  | یوکا کاگامی · ژاپن           | جئونگ سئو-یئون · کرهٔ جنوبی      | نیلوفر گدایوا · ازبکستان          |
| ۷۲ ک‌گ  | یوکا کاگامی · ژاپن           | جئونگ سئو-یئون · کرهٔ جنوبی      | جمیله باکبرگنووا · قزاقستان       |
| ۷۶ ک‌گ  | پا لیها · چین                | هیرو سوزوکی · ژاپن              | چانگ های-تسز · تایوان             |
| ۷۶ ک‌گ  | پا لیها · چین                | هیرو سوزوکی · ژاپن              | هووانگ ایون-جو · کرهٔ جنوبی        |